# Station Barjac
Station Barjac is een  spoorwegstation in de Franse gemeente Barjac. Het stationsgebouw is buiten gebruik. Er is wel nog een halte, bediend door treinen van de TER Occitanie.